# Jordi Arnau
Jordi Arnau Creus (* 7. April 1970 in Terrassa) ist ein ehemaliger spanischer Hockeyspieler. Er gewann 1996 die olympische Silbermedaille und war 1998 Weltmeisterschaftszweiter.

## Karriere
Jordi Arnau nahm mit der Spanischen Nationalmannschaft an den Olympischen Spielen 1996 in Atlanta teil. Die Spanier gewannen ihre Vorrundengruppe trotz einer Niederlage gegen die indische Mannschaft. Mit einem 2:1-Halbfinalsieg über die Australier erreichten die Spanier das Finale und unterlagen dann der niederländischen Mannschaft mit 3:1. Zwei Jahre später standen sich die Niederländer und die Spanier im Finale der Weltmeisterschaft in Utrecht erneut gegenüber, die Niederländer gewannen nach Verlängerung mit 3:2.
Jordi Arnau spielte in der spanischen Liga für Atlètic Terrassa wie auch sein Bruder Javier Arnau, der gleichfalls in der spanischen Nationalmannschaft spielte.